# Idrætsdag i Hillerød
|  | Denne artikel er oprettet af botten Steenthbot ud fra en ekstern database. Den kan derfor have sproglige fejl eller mangler. Denne skabelon kan fjernes efter kontrol af indholdet. |

Idrætsdag i Hillerød er en dansk dokumentarisk optagelse fra 1925.

## Handling
13. september 1925. Der er idrætsdag i Hillerød. Den finder sted på Idrætspladsen for enden af Sportsvej (i dag: Tennisvej). Der er sprint-distance for både unge mænd og piger, samt et cykelløb, hvor det går meget langsomt! Holdbilleder af fodboldhold i forskellige aldre. Paradeoptog med byens sportsudøvere og orkester går gennem byen bl.a. ad Sportsvej, Godthåbsvej og Sdr. Jernbanevej.